# ГЕС Прадо
ГЕС Прадо — гідроелектростанція у Колумбії за 130 км на південний захід від столиці країни Боготи. Використовує ресурс із річки Прада, правої притоки Магдалени, котра впадає до Карибського моря в місті Барранкілья.
У межах проекту річку перекрили насипною греблею з глиняним ядром висотою 92 метри та довжиною 240 метрів. Вона утримує витягнуте по долині на 30 кілометрів водосховище з площею поверхні 42 км2 та об'ємом 966 млн м3 (корисний об'єм 507 млн м3), в якому припустиме коливання рівня поверхні у операційному режимі між позначками 349 та 363 метри НРМ (у випадку повені останній показник підвищується до 367 метрів НРМ).
Через водовід діаметром 6,1 метра ресурс подається до пригреблевого машинного залу. Основне обладнання станції становлять чотири турбіни типу Френсіс — три потужністю по 15 МВт та одна з показником 5 МВт, які працюють при напорі у 54 метри.
Видача продукції відбувається по ЛЕП, розрахованих на роботу під напругою 115 кВ та 33 кВ.